# San Pedro Tultepec
San Pedro Tultepec är en stad i kommunen Lerma i delstaten Mexiko i Mexiko. San Pedro Tultepec är kommunens näst folkrikaste samhälle efter den administrativa huvudorten Lerma de Villada, med 15 052 invånare vid folkräkningen år 2020. Lerma de Villada och San Pedro Tultepec skiljs enbart åt av Carratera Federal 15, en av Mexikos längsta och viktigaste motorvägar. 